# Skiensvassdraget
Skiensvassdraget er et elvsystem der afvander store dele af Vestfold og Telemark fylke i Norge før det munder ud i Frierfjorden ved Porsgrunn. Nedbørsfeltet er 10.780 km², og største længde er 252 km.
Elvstystemet består hovedsagelig af 3 hovedgrene som samler sig i Norsjø ovenfor Skien;
- Vinje-Tokke-vassdraget, med søerne Totak, Bandak, Kviteseidvatnet og Flåvatn.
- Bø-vassdraget, med Sundsbarmvatnet og Seljordsvatn.
- Tinn-vassdraget, med Møsvatnet, Kalhovdfjorden, Tinnsjø og Heddalsvatnet.

Skiensvassdraget er stærkt reguleret til kraftproduktion, og store dele er lagt i kanaler. Det var det sidste elvsystem i Norge hvor der blev drevet kommerciel tømmerflådning, der først ophørte med nedlæggelsen af Norske Skog Union i 2006.